# Sportfreunde Herdorf
Die Sportfreunde Herdorf ist ein Sportverein aus Herdorf in Rheinland-Pfalz. Die erste Fußballmannschaft spielt als SG Herdorf in der Bezirksliga Rheinland-Ost. Zwischen 1952 und 1957 gehörte die Mannschaft der damals zweitklassigen II. Division Südwest an.

## Geschichte
Der Verein wurde im September 1910 als Spielverein 1910 Herdorf gegründet, der sich 1912 dem TV Jahn Herdorf anschloss und dessen Fußballabteilung bildete. Im Jahre 1922 wurde die Fußballabteilung aufgelöst. Im gleichen Jahr wurde ein neuer Verein namens Spielverein 1910 Herdorf gegründet, der sich 1926 wieder auflöste. 1928 wurden die Hellertaler Sportfreunde gegründet, die zwischen 1943 und 1945 in die KSG Betzdorf-Herdorf involviert waren. Nach dem Ende des Zweiten Weltkrieges wurden die Sportfreunde Herdorf gegründet. In diesen Verein floss auch der TV Jahn Herdorf ein, der sich 1948 jedoch wieder abspaltete.
Im Jahre 1951 gehörten die Sportfreunde zu den Gründungsmitgliedern der II. Division Südwest. Die beste Platzierung wurde in der Saison 1954/55 erreicht, als die Herdorfer Dritte wurden. Zwei Jahre später stiegen die Sportfreunde als Tabellenletzter in die Amateurliga Rheinland ab. 1958 wurden die Herdorfer nach einem Sieg gegen den TuS Mayen Rheinlandmeister, verpassten aber den Aufstieg in die II. Division. Im gleichen Jahr gewann der Verein den Rheinlandpokal.
Im Jahre 1964 stiegen die Sportfreunde erstmals aus der Amateurliga ab, schafften aber den direkten Wiederaufstieg. Nach einem vierten Platz in der Saison 1967/68 folgte ein Jahr später der erneute Abstieg aus der Amateurliga nach einer Niederlage im Entscheidungsspiel gegen den VfB Wissen. Mit dem Abstieg verabschiedeten sich die Sportfreunde aus dem höherklassigen Fußball und gingen in den 1990er Jahren eine Spielgemeinschaft mit dem TuS DJK Herdorf ein. Im Jahre 2009 wurde diese Meister der Kreisliga Westerwald/Sieg und schaffte den Aufstieg in die Bezirksliga. Dort ging es 2014 als abgeschlagener Tabellenletzter wieder zurück in die Kreisliga.